# Axonolaimidae
Axonolaimidae är en familj av rundmaskar. Axonolaimidae ingår i ordningen Araeolaimida, klassen Adenophorea, fylumet rundmaskar och riket djur. Enligt Catalogue of Life omfattar familjen Axonolaimidae 111 arter. 

## Dottertaxa till Axonolaimidae, i alfabetisk ordning[1][2]
- Aegialoalaimus
- Alaimonema
- Apodontium
- Araeolaimoides
- Araeolaimus
- Ascolaimus
- Axonolaimus
- Campylaimus
- Chitwoodia
- Colpurella
- Cyartonema
- Cylindrolaimus
- Diplopeltis
- Diplopeltoides
- Diplopeltula
- Domorganus
- Greenenema
- Linolaimus
- Margonema
- Metaraeolaimoides
- Odontophora
- Parachromagasteriella
- Paradontophora
- Pararaeolaimus
- Parascolaimus
- Paratarvaia
- Parodontophora
- Polylaimium
- Pseudaraeolaimus
- Pseudolella
- Southerniella
- Striatodora
- Synodontium
- Synodontoides
- Tarvaia